# Campeonato de Primera División 1951 (Bolivia)
La temporada del Fútbol Profesional Boliviano de 1951 fue el segundo torneo profesional de clubes en Bolivia. Se realizó solo con equipos de La Paz, pues la asociación de La Paz era la única hasta entonces que tenía equipos profesionales. El campeón del certamen fue Always Ready.

## Campeonato Profesional de la LPFA
El torneo se disputó en formato de todos contra todos y todos los partidos se disputaron en el Estadio Hernando Siles.
Participaron los siguientes equipos: Always Ready, Bolívar, Ferroviario, Club Ingavi, Litoral, Atlético La Paz, The Strongest y Unión Maestranza de Viacha.

### Tabla de Posiciones[1]
| Pos | Equipo           | Pts | PJ | G | E | P | GF | GC | Dif |
| --- | ---------------- | --- | -- | - | - | - | -- | -- | --- |
| 1º  | Always Ready (C) | 21  | 14 | 8 | 5 | 1 | 45 | 23 | 22  |
| 2º  | Bolívar          | 20  | 14 | 8 | 4 | 2 | 37 | 19 | 12  |
| 3º  | Ferroviario      | 13  | 14 | 5 | 3 | 6 | 25 | 23 | 2   |
| 4º  | Ingavi           | 13  | 14 | 5 | 3 | 6 | 26 | 34 | -8  |
| 5º  | The Strongest    | 13  | 14 | 5 | 3 | 6 | 19 | 29 | -10 |
| 6º  | Litoral          | 12  | 14 | 4 | 4 | 6 | 20 | 23 | -3  |
| 7º  | Unión Maestranza | 10  | 14 | 3 | 4 | 7 | 21 | 34 | -13 |
| 8º  | Atlético La Paz  | 10  | 14 | 3 | 4 | 7 | 16 | 24 | -8  |

|  |                                                 |
|  | Campeón.                                        |
|  | Juegan un partido de desempate por el descenso. |

## Desempate por el descenso
Los equipos de Unión Maestranza y Atlético La Paz disputaron dos partidos por el descenso de categoría.
|  | Unión Maestranza | 2:1 | Atlético La Paz |  |  |

|  | Atlético La Paz | 1:6 | Unión Maestranza |  |  |

|  | Unión Maestranza permanece en 1ª División.                             |
|  | Atlético La Paz desciende a 2ª División, remplazado por Northern F.C.. |

## Goleadores
| Jugador              | Jugador               | Goles | Equipo       |
| -------------------- | --------------------- | ----- | ------------ |
| Bandera de Argentina | Juan Pinnola          | 21    | Always Ready |
| Bandera de Bolivia   | Víctor Agustín Ugarte | 10    | Bolívar      |
| Bandera de Bolivia   | Hilarión López        | 9     | Ingavi       |